# Ulodesmus transvaalensis
Ulodesmus transvaalensis är en mångfotingart som beskrevs av Christoph D. Schubart 1956. Ulodesmus transvaalensis ingår i släktet Ulodesmus och familjen Gomphodesmidae. Inga underarter finns listade i Catalogue of Life.